# Fripouillard et compagnie
Fripouillard et compagnie is een Italiaanse comedyfilm uit 1959, geregisseerd door Steno, met in de hoofdrollen Totò, Louis de Funès en Aldo Fabrizi.

## Verhaal
Torquato Pezzella (Totò) is de eigenaar van een luxe kledingwinkel. Torquato heeft een hekel aan belastingen, en doet er dan ook alles aan om er zo weinig mogelijk te betalen. Om deze reden heeft hij Hector Curto (Louis de Funès), een geniale belastingadviseur in dienst genomen. De belastingdienst beslist om Fabio Topponi (Aldo Fabrizi) en brigadier Bardi (Ciccio Barbi) op controle te sturen in het bedrijf. Torquato probeert, op aanraden van zijn adviseur om de twee mannen om te kopen.

## Cast
| Acteur             | Personage                   |
| ------------------ | --------------------------- |
| Totò               | Torquato Pezzella           |
| Aldo Fabrizi       | Fabio Topponi               |
| Louis de Funès     | Hector "Ettore" Curto       |
| Anna Campori       | Dora Pezzella               |
| Miranda Campa      | L'épouse de Fabio           |
| Luciano Marin      | Augustin "Tino" Pezzella    |
| Ciccio Barbi       | Brigadier Bardi             |
| Anna-Maria Bottini | Mara                        |
| Cathia Caro        | Laura                       |
| Jacques Dufilho    | Directeur van de gevangenis |
| Elena Fabrizi      | Une infirmière              |
| Ignazio Leone      | Bewaker                     |
| Fernand Sardou     | Ernesto Topponi             |
| Jean Bellanger     | Gevangenisbewaker           |
| Miranda Campa      | Fabio's verloofde           |
| Nando Bruno        | L'Ubracio                   |